# Durchlaufregal

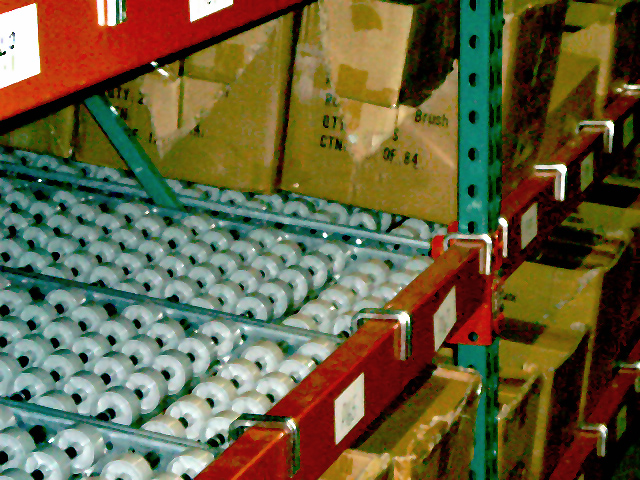
Durchlaufregal

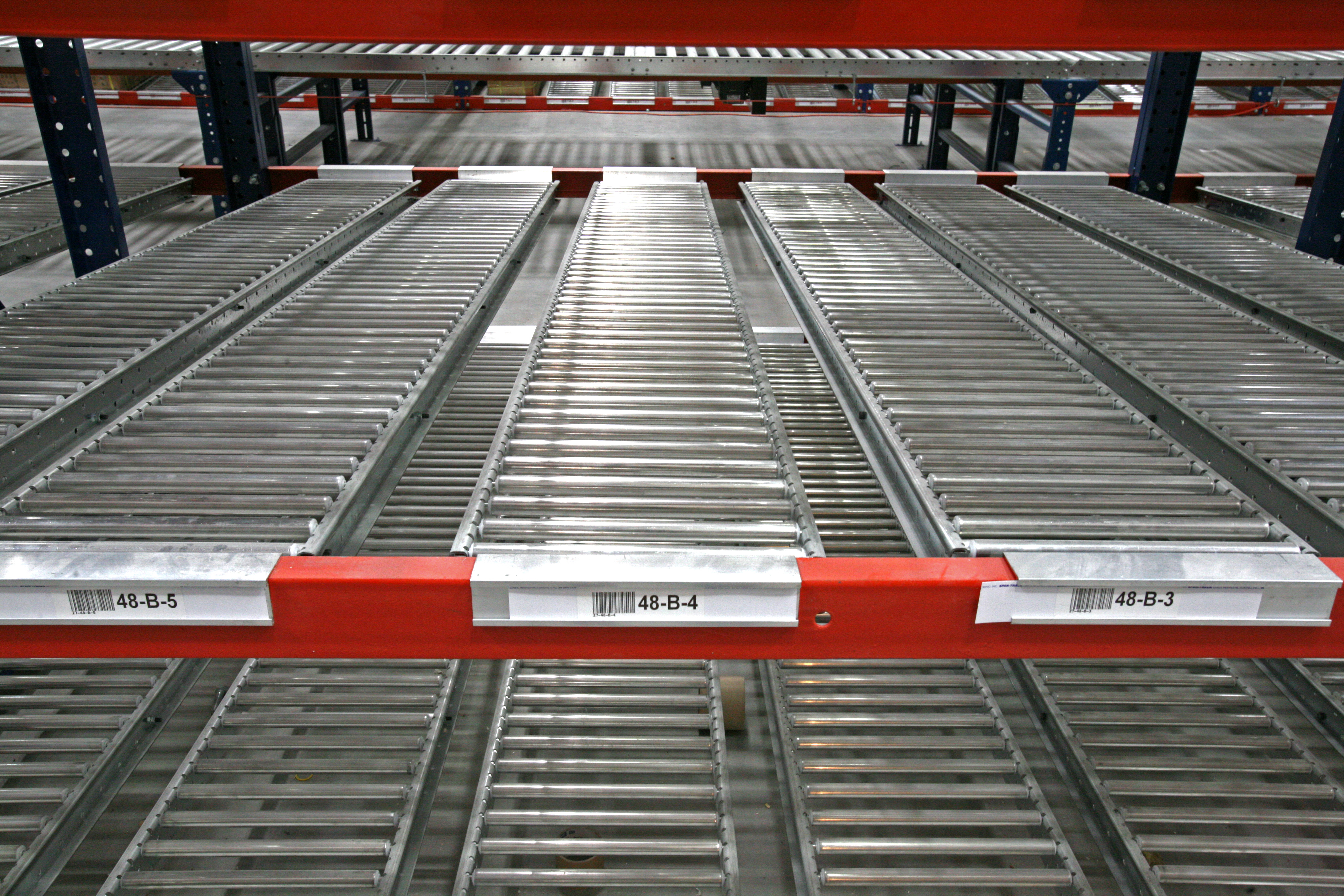
Unbefülltes Durchlaufregal

Durchlaufregale sind Regale, die von einer Regalseite aus mit Waren in Behältern oder auf Paletten bestückt werden können, während von der anderen Seite aus die vorher eingelagerten Waren wieder entnommen werden können.
Das Lagergut wird von Maschinen oder Menschen zum Einlagerungsplatz gebracht und bewegt sich von dort aus Mithilfe von Antriebselementen oder durch die Schwerkraft über Rollbahnen selbständig innerhalb des Regals zum Entnahmeplatz.
Dieses dynamische Lagersystem arbeitet nach dem FIFO-Prinzip (zuerst rein, zuerst raus) und ermöglicht so eine hohe Flächennutzung, einen optimalen Füllgrad, eine unabhängige Einlagerung sowie Entnahme. Dieses Regalsystem eignet sich auch gut zum Kommissionieren von Produkten. So kann ein Durchlaufregal die Kommissionierleistung (Menge pro Stunde) nach dem „Ware zum Mann“ Prinzip erhöhen.
Als Antriebselemente werden dabei unter anderem Rollenbahnen oder Tragrollen mit Antriebsmotoren verwendet, ohne Antrieb werden Schwerkraftförderer wie beispielsweise Rollenbahn, Kugelbahn oder Schienenbahn eingesetzt. Durchlaufregale sind besonders für große Mengen je Artikel bei einer geringen Sortimentsgröße geeignet.